# Conseil municipal d'Helsinki
 (juin 2019).
Le Conseil municipal d'Helsinki (finnois : Helsingin kaupunginvaltuusto, suédois : Helsingfors stadsfullmäktige) est l'assemblée qui est le décisionnaire principal en matière de politique locale d'Helsinki en Finlande.

## Présentation

Composition du conseil municipal d'Helsinki en 2017-2021,.
Coalition nationale (25)
Ligue verte (21)
Sociaux-démocrates (12)
Alliance de gauche (10)
Vrais Finlandais (6)
Parti populaire suédois (5)
Parti du centre (2)
Chrétiens-démocrates (2)
Feministinen puolue (1)
Avoin Puolue

Le Conseil municipal traite entre autres des questions d'urbanisme, écoles, soins de santé et des transports publics.
Les 85 conseillers municipaux de l'assemblée sont élus lors des élections municipales qui ont lieu tous les quatre ans.
Le conseil élit le maire et ses quatre adjoints pour une mandature.
Ils ont un statut de fonctionnaire.
Le conseil municipal d’Helsinki se réunit un mercredi sur deux à l'hôtel de ville d'Helsinki.

## Présidents

### Présidents du conseil municipal
- Leo Mechelin (1875–1878, sauf en 1877)
- A. W. Liljenstrand (1877)
- J. A. Estlander (1879–1880)
- Lorenz Leonard Lindelöf (1881–1882)
- M. W. af Schultén (1883–1887)[5]
- J. W. Runeberg (1888–1891)
- Leo Mechelin (1892–1899)
- P. K. S. Antell (1900–1903)
- Alfred Norrmén (1904–1918)
- Alexander Frey (1919–1920)
- Arthur Söderholm (1922)
- Leo Ehrnrooth (1923–1925)
- Antti Tulenheimo (1926–1928)
- Ivar Lindfors (1929–1934)
- Yrjö Harvia (1934–1936)
- Eero Rydman (1937–1944)
- Eino Tulenheimo (1945–1950)
- Konsti Järnefelt (1951)
- Lauri Aho (1952–1956)
- Teuvo Aura (1957–1968)
- Jussi Saukkonen (1969–1972)
- Pentti Poukka (1973–1979)
- Gustaf Laurent (1980)
- Harri Holkeri (1981–1987)
- Kari Rahkamo (1987–1991)
- Erkki Heikkonen (1991–1992)
- Arja Alho (1993–1994)
- Suvi Rihtniemi (1995–2000)
- Pekka Sauri (2001–2003)
- Minerva Krohn (2003–2004)
- Rakel Hiltunen (2005–2008)
- Otto Lehtipuu (2009–2011)
- Minerva Krohn (2011–2012)
- Mari Puoskari (2013–2016)
- Tuuli Kousa (2017–2019)
- Otso Kivekäs (2019–)

### Vice-présidents du Conseil
- Väinö Tanner (1929–1930)
- Johan Helo
- Pekka Railo
- Tyyne Leivo-Larsson (1948–1956)
- B. R. Nybergh (1951–1954)
- Gunnar Modeen (1954–1964)
- Yrjö Rantala (1957–1972)
- Leo Backman (1965–1967)
- Carl-Gustaf Londen (1967–1974)
- Keijo Liinamaa (1973–1976)
- Gustaf Laurent (1974–1980)[6]
- Per-Erik Förars (1977–1979)[6]
- Arvo Salo (1979–1980)
- Grels Teir
- Jyrki Lohi (1989–1992)
- Ulla Gyllenberg (1989–1992)
- Outi Ojala (1993–1994)
- Erkki Heikkonen (1993–1995)
- Ulla Gyllenberg (1994–1998)
- Per-Erik Förars (1995–1996)
- Tuula Haatainen (1997–2000)
- Tuija Brax (1998–2000)
- Hannele Luukkainen (2000)
- Suvi Rihtniemi (2001–2004)
- Arto Bryggare (2001–2004)
- Harry Bogomoloff (2005–)
- Minerva Krohn (2005–2008)
- Rakel Hiltunen (2009–2012)
- Sara Paavolainen (2013–)